# 公园街道 (沧州市)
公园街道，是中华人民共和国河北省沧州市运河区下辖的一个乡镇级行政单位。

## 行政区划
公园街道下辖以下地区：
公园街社区、光明街社区、隆华社区、北环桥社区、配件北路社区、团结小区社区、幞园社区、河西北街社区、朝东社区和丽景社区。